# Allosmaitia
Allosmaitia là một chi bướm ngày thuộc họ Bướm xanh. Các loài thuộc chi này được tìm thấy trong khu vực sinh thái Neotropical.

## Loài
- Allosmaitia coelebs (Herrich-Schäffer, 1862)
- Allosmaitia fidena (Hewitson, 1867)
- Allosmaitia piplea (Godman & Salvin, 1896)
- Allosmaitia strophius (Godart, [1824])
- Allosmaitia myrtusa (Hewitson, 1867)